# Paul Bremer

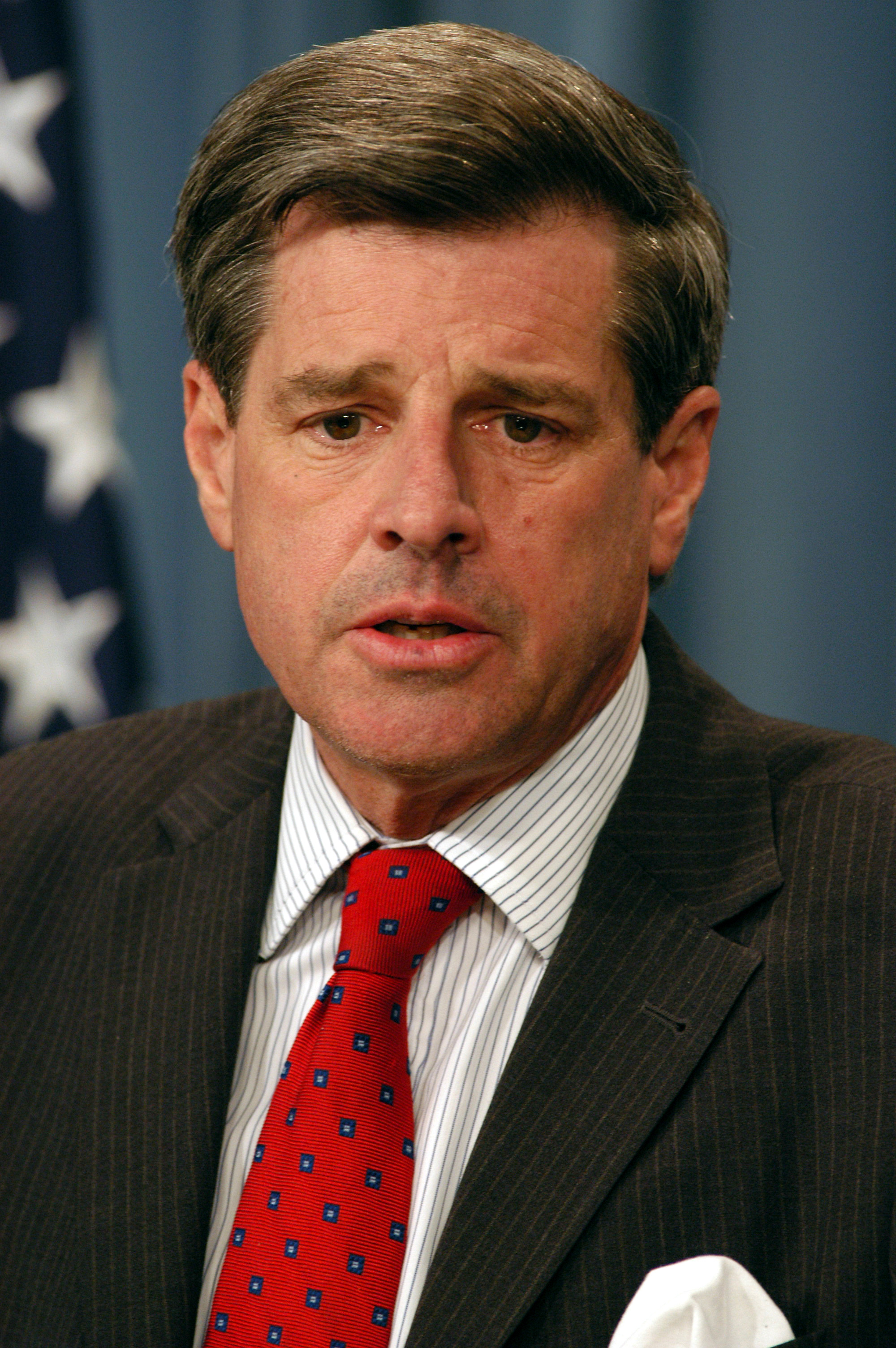
Paul Bremer

Lewis Paul Bremer III (Hartford, Connecticut, 30 de setembro de 1941) é um diplomata estadunidense. Ele foi nomeado administrador da Autoridade Provisória da Coalizão da República do Iraque pelo presidente George W. Bush em 6 de maio de 2003. Ele foi o chefe de Estado e de governo do Iraque até 28 de junho de 2004.

## Vida
Bremer se formou na Phillips Academy em Andover, Massachusetts. Em seguida, estudou economia e ciência política nas universidades de Yale e Harvard e no Institut d'études politiques de Paris.
De 1966 a 1989, Bremer trabalhou para o Departamento de Estado dos EUA. Durante esse período, ocupou o cargo de embaixador na Holanda (1983 a 1986). A partir de 1986, atuou como Secretário de Estado Adjunto encarregado da Divisão de Contraterrorismo. Em 1989, Bremer mudou-se para o setor privado como especialista em avaliação de risco. Em 1989, tornou-se executivo sênior da Kissinger and Associates, empresa de consultoria fundada por Henry Kissinger. Em junho de 2000, como presidente da Comissão Nacional de Terrorismo, ele alertou sobre um grande ataque terrorista nos Estados Unidos. Em 2002, o Presidente Bush nomeou-o para o seu Conselho Consultivo de Segurança Interna. Em 6 de maio de 2003, tornou-se chefe da Autoridade Provisória da Coalizão para o Iraque e ocupou o cargo até a transferência de soberania para um governo interino iraquiano em 28 de junho de 2004.
Pouco tempo depois, encerrou sua carreira no serviço público e hoje trabalha como instrutor de esqui no estado americano de Vermont.

## Reformas políticas no Iraque
Em 19 de setembro de 2003, Paul Bremer, na qualidade de administrador, emitiu uma série de decretos que mudaram radicalmente a política econômica iraquiana: ele privatizou praticamente todas as empresas estatais em um período muito curto de tempo, em alguns casos a preços muito baixos, permitiu que empresas estrangeiras fossem proprietárias plenas de empresas iraquianas e repatriação completa de lucros; Os bancos iraquianos também foram abertos à tomada de controle por capital estrangeiro, e as tarifas foram completamente abolidas. No entanto, a indústria petrolífera estava isenta dessas exigências por enquanto.
Outras decisões importantes de Bremer foram a proibição do Partido Baath, que tinha 50 000 membros, e a dissolução do exército iraquiano, que tinha 450 000 membros. A privatização, a proibição dos partidos políticos e a dissolução do exército levaram à desclassificação social de milhões de iraquianos e são consideradas a razão da falta de equilíbrio entre os grupos políticos e as comunidades religiosas do Iraque até hoje desde a ocupação do Iraque pelas tropas americanas, aproximadamente 120 000 civis morreram.
Foi também introduzido um sistema fiscal único com uma taxa de imposto degressiva. As greves foram proibidas e o direito de organizar sindicatos foi restringido.